# Équipe de France féminine de flag football
Pour les articles homonymes, voir Équipe de France.
L'équipe de France de flag football féminin est la sélection des meilleures joueuses français de flag football sélectionnées par la Fédération française de football américain.
Le dernier titre français est celui de champion d'Europe gagné en Italie en septembre 2007. Face à la Finlande en finale, les Françaises s'imposent 25-12; un an avant elle devienne championne du monde. 

## Palmarès
- Coupe du monde de flag football de l'IFAF (5 contre 5)
  -  2e en 2004
  -  1er en 2006

- Coupe du monde de flag football de l'IFAF (7 contre 7)
  -  2e en 2002

- Championnat d'Europe de flag football
  -  2e en 2006
  -  1er en 2007